# Tehom
Tehom (en hebreu תְּהוֹם, "les profunditats" o "abisme") és la gran profunditat de les aigües primordials de la creació descrites a la Bíblia. És esmentada per primer cop al llibre del Gènesi 1:2: "I la terra estava desordenada i buida, i les tenebres estaven sobre la faç de l'abisme. I l'Esperit de Déu es movia sobre la faç de les aigües.". (Versió King James)
Va ser a partir d'aquest lloc que les aigües del Diluvi van tenir el seu origen (Gènesi 7:11).

## Origen Babiloni
Tehom és una paraula d'origen accadi, amb la mateixa arrel que Tiamat que va ser el nom de la deessa de l'oceà primitiu, enemiga del déu creador que figura en la seva mitologia. El déu babiloni Marduk l'encadenà en els pous de l'abisme i la partí per la mitat, de la seva mitat superior crear el cel i de la seva mitat inferior crear la terra ferma.